# Джендрик, Джеффри
Джеффри Джендрик II (род. 15 сентября 1995, Уитон, Иллинойс) — американский профессиональный волейболист . Он является членом национальной сборной США , бронзовым призёром чемпионата мира 2018 года, чемпионата мира 2019 года и Лиги Наций 2018 года . На профессиональном клубном уровне он играет за LUK Lublin .